# Seoul Pabal FC
Seoul Pabal FC (kor. 서울 파발 FC) – klub piłkarski z Korei Południowej, z północno-zachodniej części Seulu, działający w latach 2007–2008.

## Historia
Klub został stworzony pod nazwą Eunpyeong Chung-goo Sungshim Hospital w 2007.  Występował w K3 League (3. liga).
Z powodu skandalu korupcyjnego w trzeciej lidze w 2008, klub został zmuszony do zakończenia swojego istnienia.